# Tetrapak
Tétrapak (tudi tetrapák) je skupno ime za embalažo za tekočine, navadno iz močnejšega, plastificiranega papirja. Ime je povzeto po imenu švedskega podjetja Tetra Pak. Včasih so uporabljali embalažo v obliki tetraedra, po njem je podjetje dobilo ime.